# Upon the Bridge
Upon the Bridge è un album del gruppo reggae californiano Groundation ed è datato 2006. Hanno partecipato alla registrazione di Upon The Bridge anche Pablo Moses e IJahman.

## Tracce
1. What Could Have Been – 5:41
2. Down – 4:15
3. Me Na In De – 4:19
4. Ratant Crow – 4:59
5. Nonbelievers – 6:26
6. Upon the Bridge – 4:58
7. Used to Laugh – 4:56
8. Fight All You Can – 4:01
9. Mighty Souls – 5:10
10. Sleeping Bag-o-wire – 5:53
11. The Seesaw – 6:54